# تيكربابين
التيكربابين (باللغة الساحلية القبائلية) أو العصبان (باللهجة البجاوية والعربية الجيجلية)، هو طبق أمازيغي جزائري تقليدي من منطقة القبائل الصغرى.

## الأصل والتأثيل
يعود أصل هذا الطبق إلى منطقة القبائل في الجزائر، في المنطقة الواقعة بين وادي الصومام (بجاية) ومنطقة القبائل في القل، مروراً بشمال ولايتي برج بوعريريج وسطيف، وولاية بجاية وكذلك ولاية جيجل، وهي منطقة تُعرف باسم القبائل الصغرى.

## الوصف

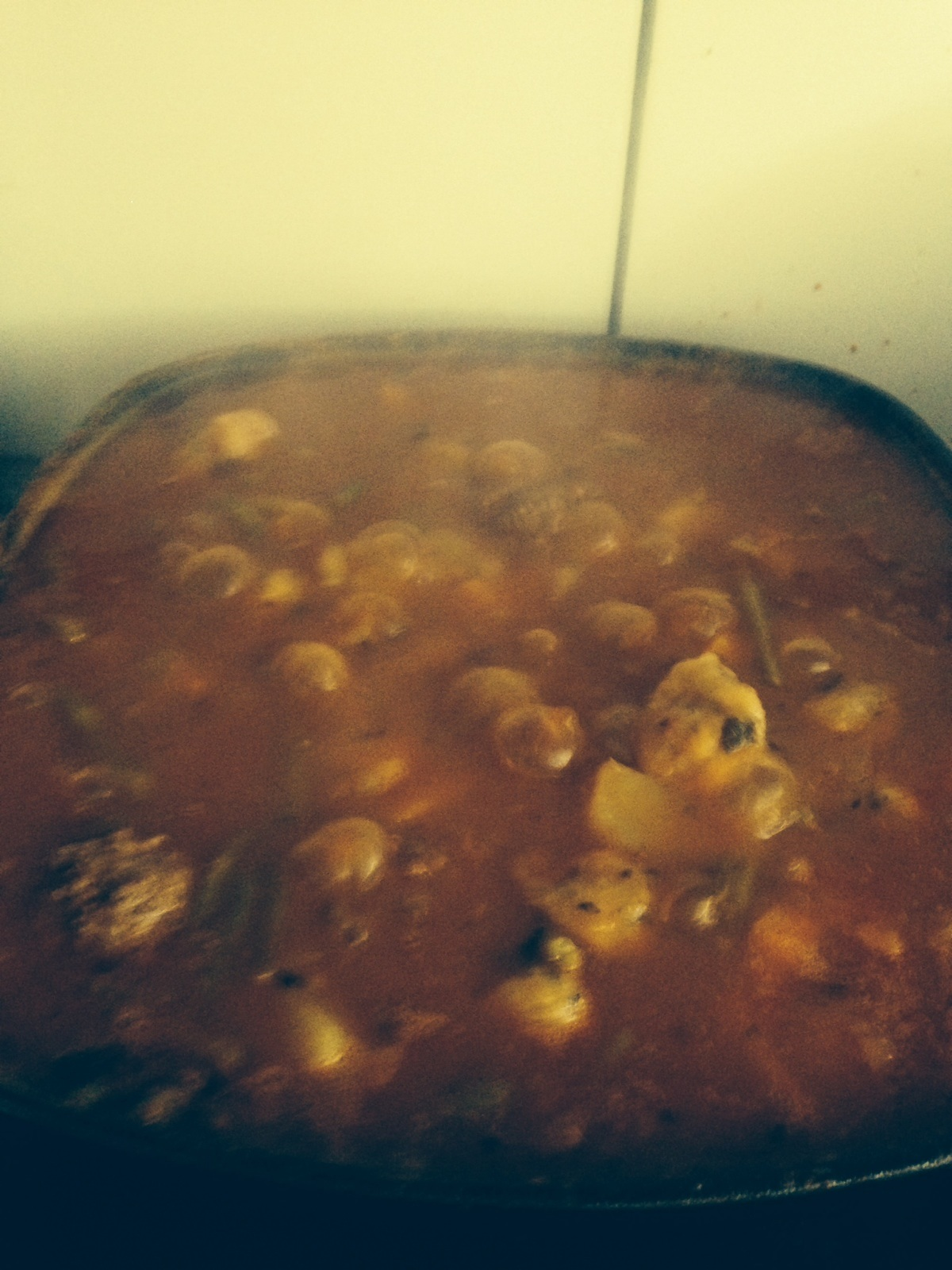
تيكربابين من منطقة سيدي عيش.

يتكون هذا الطبق من كرات السميد، دائرية أو بيضاوية الشكل، مطبوخة في صلصة حمراء حارة، منكهة بالكزبرة والنعناع. تُحضر هذه الكرات باستخدام سميد القمح (أو نادرًا جدًا الشعير)، والزيت، والبصل، والتوابل، وقليل من الصلصة، بالإضافة إلى الكثير من الكزبرة والنعناع. يمكن تحضيره باستخدام القديد، أو اللحم المملح والمجفف بالشمس، أو الدجاج.
تُقدم الكرات اللحمية في طبق، ثم تُقطع إلى قطع وتُسقي أكثر أو أقل من الصلصة.